# 1995 en photographie
| Années de la photographie : 1992 - 1993 - 1994 - 1995 - 1996 - 1997 - 1998    |
| Décennies de la photographie : 1960 - 1970 - 1980 - 1990 - 2000 - 2010 - 2020 |

Cet article présente les faits marquants de l'année 1995 en photographie.

## Événements

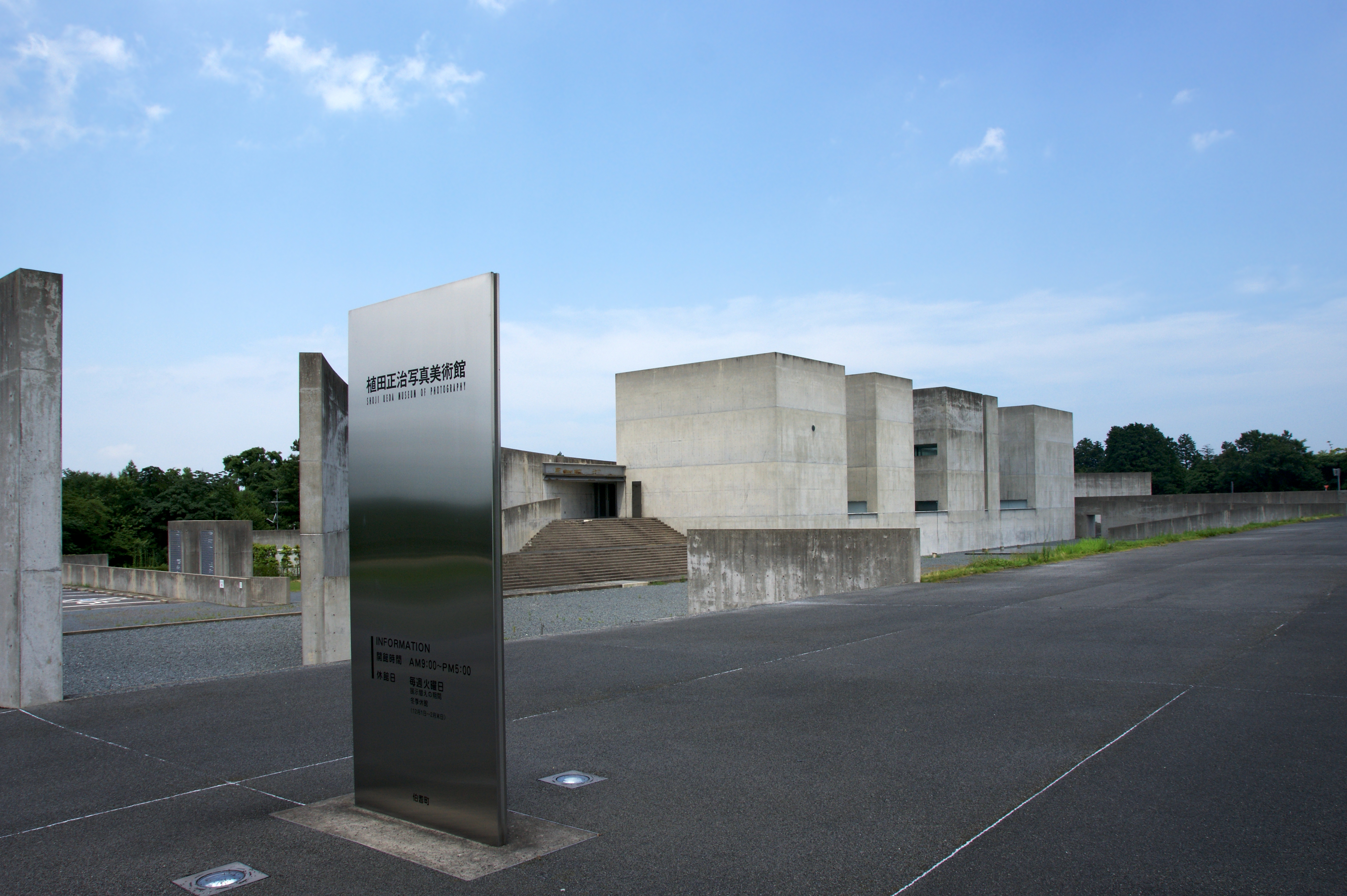
Musée Shōji Ueda.

- Création du Musée Shoji Ueda de la photographie (en) à Hōki au Japon, réalisé par l'architecte Shin Takamatsu : il est dédié à la présentation et à la conservation des œuvres du photographe Shōji Ueda[1].
- Ouverture du Musée des arts photographiques de Kiyosato à Kiyosato, une localité de la ville de Hokuto au Japon.
- Le Musée métropolitain de la photographie de Tokyo au Japon, créé en 1990, s'installe dans son bâtiment actuel, Yebisu Garden Place.

- 28 janvier : vente aux enchères à Paris du fonds de photographies de Maurice Levert, comportant notamment 91 albums d'Eugène Disdéri. La Bibliothèque nationale de France, le musée de l'Armée et la Réunion des musées nationaux, dont le musée d'Orsay, se portent acquéreurs d'un peu plus de la moitié des lots[2],[3].

- Création aux États-Unis de Getty Images, agence de photographie et banque d'images.
- Création en France de l'entreprise Bergger spécialisée dans les films et papiers photographiques noir et blanc.
- Corbis, entreprise américaine d'achat et de vente de photographies et de films, rachète la banque de photographies et d'images Bettmann Archive.
- Création à Heidelberg de la maison d'édition Kehrer Verlag spécialisée dans la photographie.
- Création à Paris des Éditions Textuel, spécialisées au départ dans la publication de beaux livres de photographies et d'histoire littéraire.
- Des artistes et écrivains créent en France l'Ouvroir de photographie potentielle (OuPhoPo ou Ouphopo), groupe cherchant à promouvoir la « 'pataphysique de la photographie ».
- 30 mars : le magazine français Regards, qui donne la prédominance aux reportages photographiques, arrêté pour raisons économiques en 1960, est relancé sous l'impulsion du Parti communiste français et la direction d'Henri Malberg.
- La firme japonaise Canon commercialise deux appareils photographiques reflex argentiques, le Canon EOS 50 et le Canon EOS-1N RS, ainsi que le Canon EF 70-200mm, un téléobjectif à focale variable de série L.
- La firme japonaise Nikon commercialise le Nikon FM10, un appareil photographique reflex mono-objectif argentique, fabriqué par Cosina[4].

## Photographies notables
- Thomas Struth, San Zaccaria, Venise (en), photographie  en couleur de sa série Museum Photographs ; prise à l'intérieur de l'église San Zaccaria à Venise, elle représente des touristes devant le retable de Giovanni Bellini et les peintures de maîtres italiens[5].

## Livres de photographies
- Esther Bubley, Charlie Parker, Ray Brown, Benny Carter, J.C. Heard, Johnny Hodges, Barney Kessel, Oscar Peterson, Flip Phillips, Charlie Shavers, Ben Wester : Norman Granz jam sessions (texte de Hank O'Neal ; préface de Norman Granz, traduction d'Isabelle Leymarie), Levallois-Perret, Filipacchi, 1995, 157 p.  (ISBN 9782850182235).
- Nan Goldin et Nobuyoshi Araki, Tokyo love : spring fever 1994, Zurich et New York, Scalo, 208 p.
- John Pultz et Anne de Mondenard, Le corps photographié, Paris,  Flammarion, coll. « Tout l'art. Contexte », 175 p.  (ISBN 2-08-012262-2)[6].

## Expositions
- 25 avril - 27 août 1995 : Josef Sudek. Rétrospective, Musée de l'Élysée, Lausanne, commissaire d'exposition Anna Fárová[7],[8].
- 30 avril - 11 juin : 
  - Nobuyoshi Araki, Journal intime, 1994, Fondation Cartier pour l'art contemporain, Paris[9].
  - Malick Sidibé : Bamako 1962-1976, Fondation Cartier pour l'art contemporain, Paris[10],[11].
- 20 mai - 10 septembre 1995 : Marey, pionnier de la synthèse du mouvement, Musée Marey, Beaune.
- 10 juin - 1er octobre : Le monde après la photographie : Dennis Adams, Lewis Baltz, Hannah Collins ..., Musée d’art moderne, Villeneuve-d'Ascq ; commissariat d'exposition : Régis Durand[12].
- 22 juin - 20 août 1995 : Florence Henri. Fotografien aus der Sammlung Ann und Jürgen Wilde, Musée Suermondt-Ludwig, Aix-la-Chapelle[13].
- 24 juin - 20 août : Jeff Wall, The Museum of Contemporary Art (MCA), Chicago

puis 10 octobre - 26 novembre 1995 : Jeu de Paume, Paris ; 5 janvier- 18 février 1996 : Musée d'art contemporain Kiasma, Helsinki ; 10 mars - 5 mai 1996 : Whitechapel Gallery, Londres.
- 27 juin - 3 septembre : Fernand Michaud, dialogue avec Rodin : variations photographiques, Musée Rodin, Paris.
- 30 juin - 22 octobre : L'ère du chamboulement : Lausanne et les pionniers de la photographie, 1845-1900, Musée historique, Lausanne[15].
- 29 août - 19 novembre : Comme dans un miroir. Le portrait, Musée de l'Élysée, Lausanne.

Photographies — entre autres — de Manuel Álvarez Bravo, Eve Arnold, Richard Avedon, Gianni Berengo Gardin, Étienne Carjat, Gilles Caron, Pierre-Olivier Deschamps, Gisèle Freund, Mario Giacomelli, Bruce Gilden, Philippe Halsman, Xavier Lambours, Annie Leibovitz, Herbert List, Krzysztof Pruszkowski, Man Ray, Sebastião Salgado, Ferdinando Scianna, Paul Strand, Christer Strömholm, William Henry Fox Talbot, Joyce Tenneson, Michel Vanden Eeckhoudt, John Vink, Sabine Weiss, Hugues de Wurstemberger, Jean-Marc Zaorski.
- 28 septembre - 7 janvier 1996 : Rétrospective Edward Weston. Les Weston de Weston 1903-1948, Hôtel de Sully, Paris[16],[17],[18].
- 3 octobre - 31 décembre : Picasso et la photographie : à plus grande vitesse que les images, Musée Picasso, Paris.
- 10 octobre - 2 décembre : Tina Modotti, photographe et révolutionnaire, Fnac Montparnasse, Paris[16].
- 13 octobre - 10 décembre : Vital : three contemporary African artists : Farid Belkahia, Touhami Ennadre, Cyprien Tokoudagba, Tate Gallery, Liverpool[19].
- 8 novembre - 2 janvier 1996 : László Moholy-Nagy : compositions lumineuses, 1922-1943. Photogrammes, Musée national d'Art moderne, Paris[20]

puis 4 février - 31 mars 1996 : Musée Folkwang, Essen.
- 10 novembre - 14 janvier 1996 : Félix Thiollier photographe, Musée d'art moderne de Saint-Étienne[21]

puis 12 octobre 1996 - 5 janvier 1997 : Cabinet d'arts graphiques, Staatsgalerie, Stuttgart.
- 21 novembre - 25 février 1996 : Henriette Grindat. Rêve et découverte, Musée de l'Élysée, Lausanne.
- Josef Sudek, Musée de l'Élysée, Lausanne[22].
- Tina Modotti : photographs, Philadelphia Museum of Art, Philadelphie.
- Raymond Depardon, Paysages et paysans, le désert français et ses derniers habitants, Centre photographique d'Île-de-France, Pontault-Combault[23].
- The age of modernism. Modern aesthetic forms. Portraits in modernism, Musée métropolitain de la photographie de Tokyo.

## Festivals et congrès photographiques
- 5 juillet - 15 août : 26es Rencontres de la photographie d'Arles[24],[25].
- 2 - 17 septembre : 7e édition du festival Visa pour l'image à Perpignan[26].
- 1res Rencontres africaines de la photographie à Bamako au Mali.

## Prix et récompenses
- Grand Prix national de la photographie : Sarah Moon[27].
- Prix Niépce : Marie-Paule Nègre.
- Prix Nadar : Jean-Pierre Montier, L'Art sans art d'Henri Cartier-Bresson, Paris, Flammarion, collection "Idées et recherches", 1995  (ISBN 978-2-08-012637-5).
- Prix Bayeux-Calvados des correspondants de guerre : Laurent Van der Stockt, Agence Gamma.
- Prix Roger-Pic : Marc Le Mené pour sa série intitulée L'homme au chapeau.
- Prix Henri-Cartier-Bresson : non attribué.
- Création du Prix HSBC pour la photographie attribué à deux photographes professionnels encore peu connus. Premier lauréat en 1996.
- Prix Oskar-Barnack : Gianni Berengo Gardin.
- Prix Erich-Salomon : Gilles Peress.
- Prix culturel de la Société allemande de photographie : Mario Giacomelli.
- Prix Paul-Émile-Borduas : Charles Gagnon.
- Prix du duc et de la duchesse d'York : non décerné.
- Prix national de la photographie (Espagne) : Javier Vallhonrat.
- Premios Turia, prix spécial de photographie : Francesc Jarque.
- Prix Robert Capa Gold Medal : Anthony Suau, Time, Grozny : cauchemar de la Russie.
- Prix Pulitzer : 
  - Prix Pulitzer de la photographie d'article de fond (Pulitzer Prize for Feature Photography) : l'équipe d'Associated press (Javier Bauluz, Jean-Marc Bouju, Jacqueline Larma et Karsten Thielker) pour leurs photographies du génocide des Tutsis au Rwanda en 1994.
  - Pulitzer Prize for Spot News Photography : Carol Guzy, du Washington Post, pour sa série de photographies illustrant la crise en Haïti.
- Prix Ansel-Adams : William Neill.
- Prix W. Eugene Smith : Vladimir Syomin.
- Infinity Awards
  - Prix pour l'œuvre d'une vie : John Szarkowski.
  - Prix de la publication Infinity Award : Eugene Richards, Americans We, Photographs and Notes, New York, Aperture, 1994  (ISBN 0-89381-594-2).
  - Infinity Award du photojournalisme : Gilles Peress
  - Infinity Award for Art : Clarissa T. Sligh.
  - Prix de la photographie appliquée : Josef Astor.
- Prix Higashikawa : photographe japonais : Hiroshi Sugimoto ; photographe étranger : Kim Su-nam ; photographe espoir : Masato Seto ; prix spécial : Tsuneo Hayashida.
- Prix Kimura Ihei : Masato Seto.
- Prix Ken-Domon : Kiyoshi Sumiyoshi.
- Prix de la Société de photographie de Tokyo : Kiyoshi Tanno, Seiichi Motohashi et Itsurō Naraki.
- World Press Photo de l'année : James Nachtwey, photographie prise lors du génocide des Tutsis au Rwanda d'un homme hutu mutilé par les Interahamwe, milice hutu qui le soupçonnait de sympathiser avec les tutsis[28].
- Centenary Medal de la Royal Photographic Society : Robert Delpire.
- Prix international de la Fondation Hasselblad : Robert Häusser.
- Prix national vénézuélien de la photographie : Federico Fernández.

## Naissances
- 12 avril Tyler Mitchell, photographe américain.
- 20 avril : Charline Mignot, dite Vendredi sur Mer, chanteuse et photographe suisse.

- Date précise inconnue ou non renseignée :
  - Abdulmonam Eassa,  photojournaliste indépendant franco-syrien.
  - Serhii Korovayny, photojournaliste ukrainien.
  - Esther Ruth Mbabazi, photographe et documentariste ougandaise.

## Décès
- 20 janvier : Moï Ver, photographe et artiste lituanien, né le 5 décembre 1904.
- 11 février : Art Kane (Arthur Kanofsky), photographe américain, né le 9 avril 1925.
- 8 février : Alexandre Oustinov, photographe photojournaliste russe, né le 16 juin 1909.
- 15 avril : Yıldız Moran, photographe et traductrice turque, née le 24 juillet 1932.
- 18 mai : Jean Garet, photographe français, né le 15 octobre 1935.
- 16 juillet : Eiko Yamazawa, photographe japonaise, née le 19 février 1899.
- 20 juillet : Helmut Gernsheim, historien d'art britannique d'origine allemande, spécialiste de photographie et collectionneur, né le 1er mars 1913 ; il a notamment redécouvert la première photographique permanente réussie, Point de vue du Gras de Nicéphore Niépce en 1827.
- 30 septembre : Daniel Camus, photojournaliste français, né le 11 mai 1929.
- 4 décembre : Roger Schall, photographe français, représentant de la Nouvelle Vision, né le 25 juillet 1904.
- 6 décembre : Trevor Key, photographe et graphiste anglais, né le 10 juillet 1947.

- Date précise inconnue ou non renseignée :
  - Boris Vdovenko, photographe photojournaliste russe, né en 1909.

## Célébrations
Centenaire de naissance
- José Alemany Bori
- Jacques Boolsky
- Germaine Chaumel
- Louise Dahl-Wolfe
- Gertrude Fehr
- Trude Fleischmann
- Ayao Emoto
- Gustav Klucis
- Maroni Kumazawa
- Dorothea Lange
- Eleazar Langman
- Thérèse Le Prat
- László Moholy-Nagy
- Iwata Nakayama
- Paul Nougé
- Kōyō Okada
- Heinz von Perckhammer
- Florestine Perrault Collins
- Richard Peter
- Willem van de Poll
- Masataka Takayama
- Marc Vaux

Centenaire de décès
- Madame Breton
- Auguste Burgaud
- Paul Duseigneur
- Beniamino Facchinelli
- Eusebio Juliá
- Kizu Kōkichi
- Alfred Noack
- Victor Plumier
- Pierre Trémaux
- Bertha Valerius
- Eugène Villette

Bicentenaire de naissance
- Christian Tunica
- Julien Vallou de Villeneuve